# Guledgudda
Guledgudda is een dorp in het district Bagalkot van de Indiase staat Karnataka. 

## Demografie
Volgens de Indiase volkstelling van 2001 wonen er 33.991 mensen in Guledgudda, waarvan 50% mannelijk en 50% vrouwelijk is. De plaats heeft een alfabetiseringsgraad van 66%. 